# بركة الكبابيش
بركة الكبابيش ويطلق عليها قديما «بحلة إسحاق» نسبة لجدهم إسحاق وهي قريه تبعُد كيلومتر ونصف جنوب قريه اراك الكاتب وهي آخر حدود محليه جبل أولياء في الجنوب الشرقي، كل أبناء هذه المنطقة من قبيلة الكبابيش، ولهم علاقه قرابه ونسب مع قرية اراك الكاتب.